# 1952 w grach komputerowych

Artykuł opisuje ważne wydarzenia w 1952 roku w branży gier komputerowych. Zobacz też: historia gier komputerowych.

## Wydarzenia

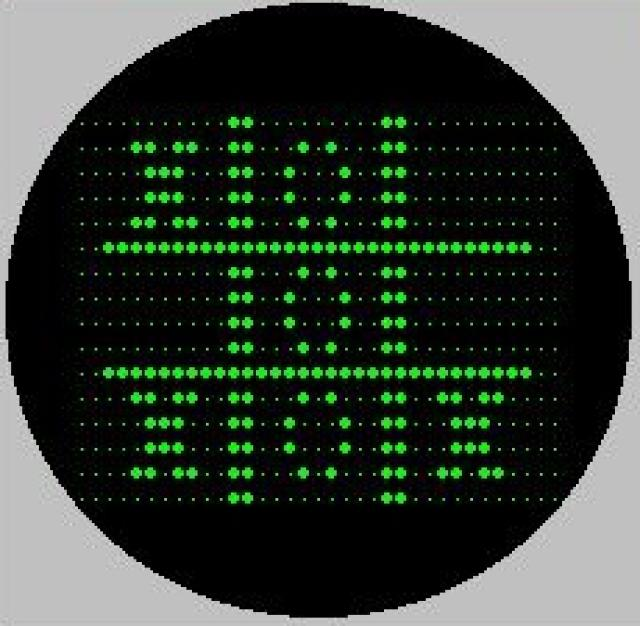
Emulowana wersja gry OXO

W 1952 roku powstała pierwsza gra komputerowa, OXO (znana też jako Noughts and Crosses), stworzona przez A.S. Douglasa. OXO zostało napisane na komputerze EDSAC i było oparte na grze w kółko i krzyżyk, w której gracz grał przeciwko komputerowi. Pomimo że OXO nigdy nie zdobyło popularności (ponieważ EDSAC dostępny był jedynie w Cambridge), nadal uznawane jest za kamień milowy w historii gier komputerowych.

## Urodziny
- 16 listopada – Shigeru Miyamoto, autor gier z serii The Legend of Zelda, Mario i Donkey Kong[2].